# Ängsön-Marskär
Ängsön-Marskär i Haninge kommun är den största obebodda ön i Stockholms skärgård. Ön ligger 4 sjömil sydost om Ornö och är drygt 2 km lång.

## Historia
Ängsön-Marskär var från början tre öar (Ängsön, Marskär och Gjusskär) som genom landhöjning växt samman till en. Ön tillhörde från början kronohemmandet på Fjärdlång och nyttjades, som namnet antyder, till ängsmark. År 1848 byggdes ett torp på Ängsön av fiskaren Gustaf Lindström som dog 1871. År 1873 byggdes ytterligare ett torp av Johan Pettersson, men familjen flyttade därifrån redan 1883. Sedan dess har ön varit obebodd och av torpen finns bara husgrunderna kvar. Ön fortsattas dock att nyttjas som ängsmark ända in på 1940-talet.
År 1972 styckades Ängsön-Marskär av från Fjärdlång och såldes året därpå till Domänverket som utsåg Naturvårdsverket till förvaltare. År 1983 blev Ängsön-Marskär fågelskyddsområde med tillträdesförbud 15/1 – 15/8 och 1986 blev ön en del av  Fjärdlångs naturreservat. Syftet var att skydda havsörnens häckningsplatser, men även urskogen med mycket gamla tallar har skyddsvärde. Den äldsta tallen beräknas vara äldre än 600 år.
Gjusskär eller Ljusskär användes under andra världskriget som bombmål av flygvapnet vid övningar.

## Natur
Gjusskär, Marskär och Österudden av Ängsön består till stor del av kal hällmark medan Ängsön domineras av hällmarksskog. I sänkan som en gång var sundet mellan Ängsön och Marskär växer al och ask. I närheten av torpgrunderna växer även äppelträd.